# Katiuscia (attrice)
Katiuscia, nome d'arte di Caterina Piretti; talvolta accreditata come Katiuscia Piretti (Trapani, 10 febbraio 1957), è un'attrice italiana.
Attiva anche nel cinema, è però più conosciuta per la sua attività di interprete di fotoromanzi, realizzati prevalentemente per la casa editrice Lancio, portata avanti negli anni settanta.

## Biografia
Di padre bolognese e madre albanese, è cresciuta a Roma insieme al fratello Tony e alla sorella Paola anch'essa attrice di fotoromanzi con lo pseudonimo di Paola Pitti. Ha girato storie della Lancio dal 1972 al 1976 (197 storie interpretate, di cui 187 da protagonista) per poi passare ad altra casa editrice, la medesima che pubblicava Grand Hotel e che, in suo onore, ha aperto una testata intitolandola con il suo nome, appunto Katiuscia.

### Carriera
Debuttante sul set dei caroselli a quattro anni, spesso impiegata dalla Lancio in storie a fianco di colleghi noti come Franco Gasparri e Michela Roc, ha debuttato per questa casa quando era appena sedicenne, nel febbraio 1972, in una storia intitolata Il volto nell'ombra, nella quale compariva anche la sorella Paola. A maggio dello stesso anno girò il primo racconto da protagonista, Ho quindici anni e ti amo.
Suoi principali partner alla Lancio sono stati: Jeff Blynn, Jean Mary Carletto, Enzo Colajacono, Alex Damiani, Franco Dani, Max Delys, Franco Gasparri, Roberto Mura e Heros Zamara.
Per il cinema Katiuscia non ha lavorato molto: le sue esperienze cinematografiche, esclusi gli spot pubblicitari, si sono limitate a pochi film: Mafioso, del 1962, sceneggiato da Marco Ferreri e Alberto Lattuada, con Alberto Sordi, interpretato quando aveva cinque anni; Ancora una volta... a Venezia, girato a fianco del collega Franco Dani; e L'unica legge in cui credo, un film diretto da Claudio Giorgi ed interpretato quasi interamente da attori dell'ambiente fra cui, oltre a Michela Roc, Rosalba Grottesi.

## Anni successivi
Dopo essere incappata in una sordida storia di tossicodipendenza da droghe pesanti, negli anni ottanta ha lasciato la carriera artistica, si è sposata ed ha avuto un figlio. Rimasta vedova, non si è più riavvicinata al mondo dello spettacolo se non per una estemporanea partecipazione alla trasmissione televisiva di Fabio Fazio Anima mia.
Assieme alla sorella ha successivamente avviato un'impresa per la realizzazione e la commercializzazione di prodotti di artigianato.
Nel 2014 uscì la sua autobiografia dal titolo Katiuscia, la diva ribelle.
Dal mese di luglio 2020 cura la rubrica della posta sul settimanale Sogno, pubblicato dalla casa editrice Sprea,  che ristampa i fotoromanzi della casa editrice Lancio, che da anni ha cessato la sua attività.

## Filmografia
- Mafioso (1962, accreditata come Katiusca Piretti)
- Ancora una volta... a Venezia (1975)
- L'unica legge in cui credo (1976)